# В'язовка (Переволоцький район)
В'я́зовка (рос. Вязовка) — хутір у складі Переволоцького району Оренбурзької області, Росія.

## Населення
Населення — 16 осіб (2010; 65 у 2002).
Національний склад (станом на 2002 рік):
- росіяни — 58 %